# Vyhnanci (Star Trek: Vesmírná loď Voyager)
Vyhnanci (v anglickém originále Displaced) je v pořadí dvacátá čtvrtá epizoda třetí řady seriálu Star Trek: Vesmírná loď Voyager. V USA byla poprvé odvysílána 7. května 1997, v Česku měla premiéru 10. prosince 1998.

## Příběh
Při hádce B'Elanny Toresové a Toma Parise o klingonském holoprogramu, který se B'Elanně nelíbil, se objeví neznámá osoba, která netuší, jak se objevila na Voyageru, a vyplašeně obviňuje B'Elannu s Tomem z únosu. Jednoduché vysvětlení Nyriana uklidní a nechá se odvést na ošetřovnu, kde pro něj musí zvýšit teplotu na 45 °C a ztlumit světla. Při vyšetření Tuvok zpozoruje, že na ošetřovně není Kes a díky tomu zjistí, že je vždy za jednoho Nyriana vyměněn jeden člen posádky Voyageru. Později zjistí, že interval výměn je 9 minut a 20 sekund. Nyriani totiž takto získávají technologii k obraně svého území, kdy loď, kolonii či vesmírnou stanici postupně obsadí a naučí se ji ovládat. Když si toto posádka Voyageru uvědomí, je už pozdě a všichni jsou přeneseni do nejvhodnějšího prostředí na biosférickou loď, kde je vězněno téměř 94 různých druhů. Tuvok a kapitán Janewayová se díky návštěvníkovi ze sousedního prostředí Jarlathovi (ještěrčí humanoid z pouštního prostředí) podaří dostat ze svého prostředí do centra biosférické lodi k ovládacím panelům. B'Elanna s Tomem Parisem s Jarlathem jsou zde pronásledováni, rozdělí se, Jarlath se vzdá a je transportován do svého prostředí. Při útěku se B'Elanna a Tom ukryjí v ledovém prostředí, kde je jim lépe než Nyrianům. Zavčas, než zmrznou, je Janewayová transportuje do jejich prostředí. Následně dva vůdce Nyrianů transportuje z Voyageru do ledového prostředí a dá jim na vybranou, buď všichni Nyriani zmrznou v tomto prostředí, nebo se vzdají a propustí všechny vězně. Po zničení translokátorů a splnění daných podmínek si mohou dělat, co uznají za vhodné.